# Luis María Pastor

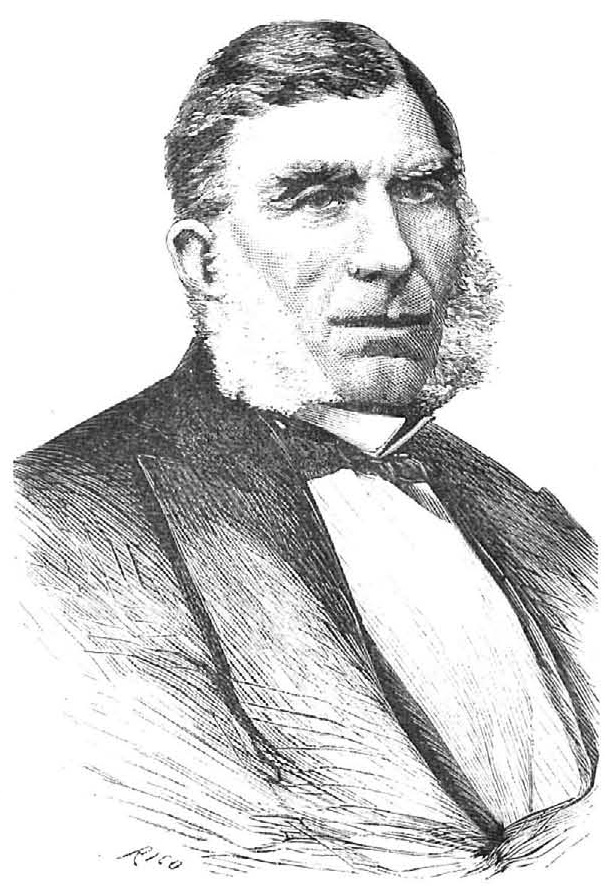
Luis María Pastor, grabado de Bernardo Rico y Ortega. La Ilustración Española y Americana, año XVI, n.º XXXIX, 16 de octubre de 1872.

Luis María Pastor Copo (Barcelona, 26 de abril de 1804-Madrid, 29 de septiembre de 1872) fue un abogado, economista y político español. Era padre del también político y filósofo espiritista Enrique Pastor Bedoya.

## Biografía
Nacido en Barcelona el 26 de abril de 1804, tras estudiar Derecho ejerció como abogado en Madrid, siendo uno de los impulsores del Banco de Isabel II. Intervino de la mano de su compatriota, el financiero Gaspar Remisa, en prensa y en la Compañía del Gas de Madrid. Más tarde fue director del Monopolio de la Sal y miembro de la Junta de Gobierno del Ferrocarril Madrid-Aranjuez. Librecambista convencido, sus inquietudes sociales le llevaron a crear la Asociación para la Reforma de las Cárceles. 
En 1844 entró en el Partido Moderado y fue diputado desde 1846. En 1847 se le nombró director de la Deuda. Fue designado el 21 de junio de 1853 ministro de Hacienda, bajo la presidencia de Francisco Lersundi, cargo que ocuparía hasta el 19 de septiembre de ese año. Así definía su labor como ministro en esos meses:
"Procuré el arreglo de la deuda flotante; rebajé el tipo de los intereses; organicé [...] la administración; preparé trabajos de estudio [...]; formulé interrogatorios [...]; y si el resultado de los antecedentes que procuraba reunir me hubiese convencido de la posibilidad de reforma, habría propuesto la supresión de las puertas, de los consumos y de los portazgos, supliendo su importe con una contribución general, fundada en mis principios, y con una reforma del papel sellado,  basada sobre una escala progresiva desde 50 céntimos hasta  10.000 reales, para hacer menos injusta y vejatoria, y más proporcional al mismo tiempo, esta odiosa contribución “ 
Fue senador vitalicio en 1863 y por las circunscripciones de Puerto Rico en 1871 y Guadalajara en 1872, ya en el reinado de Amadeo I. Fue además autor de abundante literatura económica. Falleció el 29 de septiembre de 1872 en Madrid.

## Economía
Escribió varias obras sobre economía, especialmente en materia bancaria y monetaria. Se mostró partidario del liberalismo y entre otras de la libertad de emisión de billetes por los bancos y en contra de la monopolización de ésta por el Estado.

### Obras
- (1850) Filosofía del crédito.
- (1856) La ciencia de la contribución.
- (1863) Historia de la deuda pública de España.
- (1865) Libertad de bancos y cola del de España.
- (1868) Lecciones de economía política.